# Kanał Kłodnicki
Kanał Kłodnicki (niem. Klodnitz-Kanal) – droga wodna zbudowana w latach 1792–1812, która miała połączyć gwałtownie uprzemysławiający się Górny Śląsk poprzez Odrę z resztą Prus, a zwłaszcza z Berlinem.
Według projektu miał służyć zwłaszcza do wywozu żeliwa z Królewskiej Odlewni Żeliwa w Gliwicach oraz produktów licznych manufaktur, powstających między Gliwicami a Sławięcicami, galmanu z kopalń górnośląskich, a po uzupełnieniu go o odcinek z Gliwic do Zabrza (Kanał Sztolniowy) i uruchomieniu Głównej Kluczowej Sztolni Dziedzicznej (1810 r.) – również węgla kamiennego z nowo powstających zabrzańskich kopalń, głównie z państwowej kopalni „Królowa Luiza” . Z czasem zaczęto wozić nim żelazo z wielkiej Królewskiej Huty (dziś Chorzów) oraz węgiel z chorzowskiej kopalni „Król”.

## Historia

### Projekt
Pierwszy zamysł uregulowania Kłodnicy i wykorzystania jej w charakterze drogi wodnej powstał w latach 80. XVIII wieku. 12 lutego 1788 roku, sprawujący wówczas urząd ministra do spraw Śląska hrabia Karl Georg von Hoym  przedstawił ten pomysł inspektorowi Gesche, specjaliście od transportu wodnego. Zakładano, że budowa kanału umożliwi znalezienie rynków zbytu dla wydobywanego na Śląsku węgla kamiennego i galmanu, a tym samym wpłynie na rozwój przemysłu. W dalszej perspektywie włączenie produktów gwałtownie rozwijającego się górnośląskiego przemysłu w europejski obieg handlowy dałoby impuls dla rozwoju całej Rzeszy, a stołeczny Berlin miałby zapewnione (via Odrę, Kanał Finow i Hawelę) dostawy taniego węgla. 
Już wiosną 1788 na polecenie króla Prus Fryderyka Wilhelma II, Gesche dokonał wizytacji rzek Dramy i Kłodnicy pod kątem ich wykorzystania w transporcie wodnym. 27 czerwca 1788 król Fryderyk Wilhelm II wydał rozkaz sporządzenia projektu nowego kanału. Od razu rozpoczęto prace miernicze, które trwały do 1790. 19 czerwca 1789 projekt kanału wykonany przez Geschego został zaakceptowany przez króla Fryderyka Wilhelma II. Ostatnie prace nad projektem trwały jeszcze do 22 sierpnia 1789.
Projekt przewidywał prowadzenie kanału częściowo z wykorzystaniem koryta rzeki. Na trasie kanału zaprojektowano 17 drewnianych śluz, przelewy, zastawy i mosty. Początkowo kanał miał być doprowadzony do Gliwic. Powstanie huty w Gliwicach (1798) i nowych kopalń węgla na terenie Śląska było powodem podjęcia decyzji o przedłużeniu kanału do Zabrza (poprzez tzw. Kanał Sztolniowy) i połączeniu go z podziemną sztolnią odwadniającą (Główna Kluczowa Sztolnia Dziedziczna), służącą również do transportu węgla łodziami.
Niewątpliwie największe zasługi w budowie kanału położyli: Fryderyk von Reden – z racji zajmowanego stanowiska oraz John Baildon, który wykonał część projektów, w tym obliczył spadek Kanału Kłodnickiego.

### Budowa
Budowa kanału rozpoczęła się w 1792 roku, ale wylewy Kłodnicy oraz odpływ siły roboczej i braki funduszy związane z prowadzonymi wówczas wojnami spowodowały znaczne przedłużenie budowy. Zakończenie budowy miało nastąpić w 1804 r., ale do 1803 r. oddano do użytku tylko odcinek z Koźla do Rzeczyc . W 1806 roku kanał był prawie ukończony i żeglowny na odcinku od Koźla do Gliwic, jednakże całkowitemu zakończeniu prac przeszkodził wybuch wojny z Napoleonem. Prace budowlane wznowiono w 1810 i w 1812 roku kanał został oddany do użytku. Ostateczne koszty zakończonej budowy wyniosły ponad 800 000 talarów. Dla upamiętnienia budowy kanału tworzącego poprzez Odrę połączenie Gliwic z Morzem Bałtyckim na gliwickim rynku, obok ratusza postawiono fontannę z Neptunem autorstwa Johannesa Nitschego.
Kanał miał, zgodnie z projektem, ok. 45 km długości, 12 m szerokości w lustrze wody, ale głębokość jedynie 24 cale (61 cm). Umożliwiało to pływanie po nim jedynie niewielkim łodziom, a ich ładunek musiał być przeładowywany w Koźlu na większe barki. W latach 1822 –1830 kanał pogłębiono do głębokości nominalnej 1,6 m  (z czasem spadła ona do 1,5 m), dzięki czemu mogły nań wpływać większe jednostki odrzańskie.
Spad kanału od Gliwic do Koźla (bez Kanału Sztolniowego) wynosił 48,8 m. Na trasie kanału znajdowało się 18 śluz (decyzję o budowie dodatkowej 18. śluzy podjęto w 1801) odległych od siebie o 1,0 do 4,5 km. Śluzy zaprojektowano jako drewniane, jednakże już w trakcie budowy zdecydowano o wybudowaniu części z nich w konstrukcji murowanej.
Zły stan sześciu drewnianych śluz (w 1813 zawaliła się śluza nr 1) oraz problemy z zamulaniem koryta spowodowały podjęcie kolejnych prac budowlanych, polegających między innymi na zastępowaniu śluz drewnianych murowanymi oraz poszerzaniu śluz murowanych. Prace ukończono w 1822.

### Funkcjonowanie kanału
W 1852 r. ruch żeglugowy na kanale osiągnął 73 500 ton w dół i 14 600 ton w górę, zmniejszył się jednak w następnych latach na skutek konkurencji rozwijającej się kolei żelaznej, doprowadzonej już w 1843 r. z Wrocławia do Gliwic i przedłużonej trzy lata później przez Katowice do Mysłowic.
W latach 1888–1893 drogę wodną przebudowano ponownie tak, by mogły się nią poruszać odrzańskie barki o nośności 100 ton. Kanał miał szerokość w dnie 5,65 m, a na wysokości lustra wody minimum 12 m (praktycznie nawet do 20 m), co pozwalało się na nim w każdym miejscu wyminąć barce załadowanej z barką pustą (wymijanie dwóch barek obciążonych było możliwe tylko na wyznaczonych mijankach). Wysokość podnoszenia śluz wynosiła od 1,9 do 4,07 m. Ich komory miały wymiary: długość od 36,57 do 38,22 m oraz szerokość od 4,08 do 4,72 m. Nie spełniały więc wymogów wprowadzonego ok. 10 lat wcześniej we Francji i coraz popularniejszego w Europie "gabarytu Freycineta". Dopuszczalne gabaryty jednostek ustalono na 34,5 m długości, 3,87 m szerokości i 1,2 m zanurzenia (to ostatnie ze względu na głębokość wody nad progiem dolnych wrót śluzy III, wynoszącą przy przeciętnym stanie wody jedynie 1,28 m). Pomimo tych działań ruch na kanale znacząco wzrósł dopiero na początku XX w. dzięki inwestycjom na samej Odrze. Największe przewozy w górę kanału (ok. 40 000 ton) zanotowano w 1910 r., zaś w dół kanału (105 000 ton) w 1920 r.
Kanał był zasilany w wodę głównie z Kłodnicy w Gliwicach, spiętrzonej kamiennym jazem mieszczącym się nieco poniżej dzisiejszego Parku Chrobrego. Powyżej portu gliwickiego wodę do Kanału Sztolniowego dostarczały Główna Kluczowa Sztolnia Dziedziczna i Bytomka. Poniżej Gliwic ubytki uzupełniały liczne drobne cieki wodne, kierowane do kanału, zaś nadmiar wód w okresie silnych wezbrań odprowadzany był do dzikiego koryta Kłodnicy.
Początkowo barki na kanale były holowane przez ludzi (tzw. burłaków). Droga z Gliwic do Koźla z załadowaną barką zajmowała im półtora do dwóch dni. Chodnik, którym się poruszali, biegł naprzemiennie po obu brzegach kanału. Od połowy XIX wieku ludzie byli coraz częściej zastępowani przez konie. Dopiero pod koniec I wojny światowej (w 1917 r.), wobec niedostatku zarówno ludzi jak i koni, wprowadzono parowe holowniki .
Gliwicki port znajdował się w centrum miasta (w osi tunelu Drogowej Trasy Średnicowej pomiędzy obecnymi ulicami Dworcową i Zwycięstwa). W 1897 roku do portu doprowadzono linię kolei wąskotorowej. W tych latach wodami kanału spławiano corocznie ok. 50 000 ton towarów (głównie węgla i cynku). Jego znaczenie dla transportu znacznie zmalało po oddaniu do użytku linii kolejowej, a przewożony tonaż z czasem zmalał aż dziesięciokrotnie.

## Znaczenie
Kanał Kłodnicki odegrał znaczną rolę w rozwoju dziewiętnastowiecznego Górnego Śląska, ale jego znaczenie zaczęło maleć po wybudowaniu w latach 1840–1845 kolei żelaznej z Wrocławia do Gliwic i przedłużeniu jej w następnym roku do Mysłowic. Transport kanałem zwiększył się po dociągnięciu w 1897 linii Górnośląskiej Kolei Wąskotorowej do portu w Gliwicach, kolejny wzrost miał miejsce po 1920, kiedy to powstał w Gliwicach nowy port węglowy.
W XX wieku kanał był już jednak przestarzały. Miał niską przepustowość, a koszty transportu nim towarów były wysokie. W 1916 roku w związku z zakończeniem eksploatacji sztolni w „Królowej Luizie” zasypano odcinek kanału łączący Gliwice z Zabrzem. W latach trzydziestych XX wieku postanowiono zbudować nowy kanał, równoległy do Kanału Kłodnickiego (Kanał Gliwicki). Jego budowę rozpoczęto w 1934 roku, a oficjalne otwarcie miało miejsce 8 grudnia 1939 r .
W 1936 roku zamknięto port i zasypano w większej części koryto Kanału Kłodnickiego w centrum Gliwic (w centrum miasta nadal zachowały się dwa mosty nad zasypanym korytem kanału). Ostatnie fragmenty Kanału Kłodnickiego zostały zasypane w 1953 r., jednak murowane pozostałości nabrzeży gliwickiego portu (zwłaszcza po stronie ulicy Dubois) były rozróżnialne do momentu rozpoczęcia budowy gliwickiego odcinka Drogowej Trasy Średnicowej. Na początku I dekady XXI w. podczas budowy tego odcinka DTŚ około 2013 roku na wysokości gliwickiej palmiarni natrafiono na dobrze zachowaną, murowaną śluzę, zasypaną w 1953 roku.
Do dziś zachował się jedynie dolny odcinek Kanału Kłodnickiego o długości 3,55 km z dwiema śluzami w Kłodnicy i Koźlu. Dolny odcinek kanału jest połączony z Kanałem Gliwickim i wypełniony wodą. Dobrze zachowane są również śluzy nr XII w Pławniowicach i nr XIII w Taciszowie .